# Edmund Gibson
Edmund Gibson (ur. 1669 w Bampton, zm. 6 września 1748 w Londynie) – biskup Londynu od roku 1720 do 1748. Ze względu na swe poparcie dla rządu Roberta Walpole'a nazywano go "papieżem Walpole'a" (Walpole's Pope). Przyczynił się do wykorzenienia jakobinizmu wśród wyższego duchowieństwa anglikańskiego. Wypowiadał się przeciwko maskaradom Heideggera, za którymi szalał wówczas cały Londyn. Był przeciwnikiem świeckich zabaw, za to zwolennikiem biblijnych oratoriów.